# Ruth João
Ruth João (født 17. oktober 1998) er en kvindelig angolansk håndboldspiller der spiller for Primeiro de Agosto og Angolas kvindehåndboldlandshold, siden 2019, som stregspiller.
Hun deltog ved verdensmesterskabet i håndbold 2019 i Japan